# Municipio de Grant (condado de Neosho)
El municipio de Grant (en inglés: Grant Township) es un municipio ubicado en el condado de Neosho en el estado estadounidense de Kansas. En el año 2010 tenía una población de 350 habitantes y una densidad poblacional de 2,81 personas por km².

## Geografía
El municipio de Grant se encuentra ubicado en las coordenadas 37°41′17″N 95°9′12″O / 37.68806, -95.15333. Según la Oficina del Censo de los Estados Unidos, el municipio tiene una superficie total de 124.76 km², de la cual 124,56 km² corresponden a tierra firme y (0,16 %) 0,2 km² es agua.

## Demografía
Según el censo de 2010, había 350 personas residiendo en el municipio de Grant. La densidad de población era de 2,81 hab./km². De los 350 habitantes, el municipio de Grant estaba compuesto por el 98,57 % blancos y el 1,43 % eran de una mezcla de razas. Del total de la población el 0 % eran hispanos o latinos de cualquier raza.